# Carlos Loss
Carlos Frederico „Alemão“ Galletti Loss (* 29. Dezember 1970) ist ein ehemaliger brasilianischer Beachvolleyballspieler.

## Karriere
Seine ersten FIVB-Turniere bestritt der Sportler seit Februar 1994 mit Andrè Gomes. In den folgenden Spielzeiten gewannen die beiden Silber in Marbella und Bronze in Marseille.  In Clearwater erreichten sie ein weiteres Mal die Vorschlussrunde. Insgesamt vier Mal wurden sie Fünfte, je zwei Mal erkämpften sie als Siebte und als Neunte weitere Platzierungen im Vorderfeld der World Tour. Höhepunkt ihrer Zusammenarbeit war jedoch das Event in ihrem Heimatland in Rio de Janeiro, als sie zum Abschluss der Beachserie 1994/95 den späteren Olympiasieger und dreifachen Weltmeister Emanuel Rego mit seinem damaligen Partner Zé Marco sowie die zweifachen Toursieger Roberto Lopes / Franco Neto auf die Plätze zwei und drei verwiesen. 1996 war Alemão noch vier Mal mit Duda Macedo bei der wichtigsten Turnierserie im Sand aktiv. Bestes Resultat war der dritte Platz in Carolina.
In der nächsten Saison startete Loss mehrheitlich bei der US-amerikanischen AVP Tour. Mit Eduardo Garrido gelangen ihm Achtelfinalteilnahmen in Miami und am Lake Tahoe. Die letzten drei Turniere des Jahres verbrachte die beiden Partner Andrè und Alemão aus erfolgreichen World Tour Zeiten miteinander mit überschaubaren Ergebnissen. 1998 trat Letzterer nur einmal bei der amerikanischen Serie an. Mit Carl Henkel belegte er in San Antonio den siebzehnten Rang. Mit Anjinho Bacil erreichte er im nächsten Jahr in Dallas die Runde der letzten Acht. Gleiches gelang ihm mit Stein Metzger in Chicago, Muskegon, Louisville und Cleveland. Höhepunkt der Spielzeit 1999 war für die beiden jedoch die Veranstaltung in Santa Barbara, als der US-Amerikaner und der Brasilianer hinter Karch Kiraly / Adam Johnson Silber erkämpften. Nach dem King of the Beach Wettbewerb in Las Vegas zum Abschluss der Saison beendete Carlos Loss seine internationale Karriere.